# Zyklon Gonu
Zyklon Gonu (JTWC-Bezeichnung: 02A, auch als Super Cyclonic Storm Gonu bekannt) war der stärkste bisher bekannte tropische Wirbelsturm im Arabischen Meer und gemeinsam mit einem anderen Zyklon auch der stärkste bekannte Wirbelsturm im nördlichen Indischen Ozean überhaupt. Gonu war der zweite benamte Sturm der Wirbelsturmsaison in nördlichen Indischen Ozean 2007 und entwickelte sich am 1. Juni aus einem dauerhaften Konvektionsgebiet im östlichen Bereich des Arabischen Meeres. Aufgrund günstiger Bedingungen in der Höhe und der warmen Wasseroberfläche begann eine rapide Intensivierung, die Gonu am 3. Juni nach den Angaben des India Meteorological Department Spitzenwindgeschwindigkeiten von 240 km/h erreichen ließen. Gonu schwächte sich zwar etwas ab, da der Sturm auf trockene Luft und ¨kühleres Wasser stieß, war aber am Abend des 5. Juni bei seinem Auftreffen auf die Ostspitze Omans der stärkste tropische Wirbelsturm, der seit Beginn der Beobachtungen auf die Arabische Halbinsel traf. Wirbelstürme solcher Intensität sind im Arabischen Meer selten, weil die meisten tropischen Wirbelstürme in diesem Gebiet einen eher geringen Durchmesser haben und sich schnell auflösen.
Der Zyklon verursachte Schäden von etwa 4 Milliarden US-Dollar (2007) und seine Auswirkungen töteten im Oman mehr als 50 Personen; dort wurde das Sturmereignis die schwerste Naturkatastrophe genannt, welche das Land jemals heimgesucht hat. Gonu verursachte Starkregenfälle im östlichen Küstenbereich, die bis zu 610 mm – das entspricht in etwa der jährlichen Niederschlagsmenge von Heidelberg – erreichten und Überflutungen und schwere Schäden verursachten. Im Iran ist Gonu für 23 Tote und Schäden in einer Höhe von 215 Millionen US-Dollar verantwortlich.

## Sturmverlauf

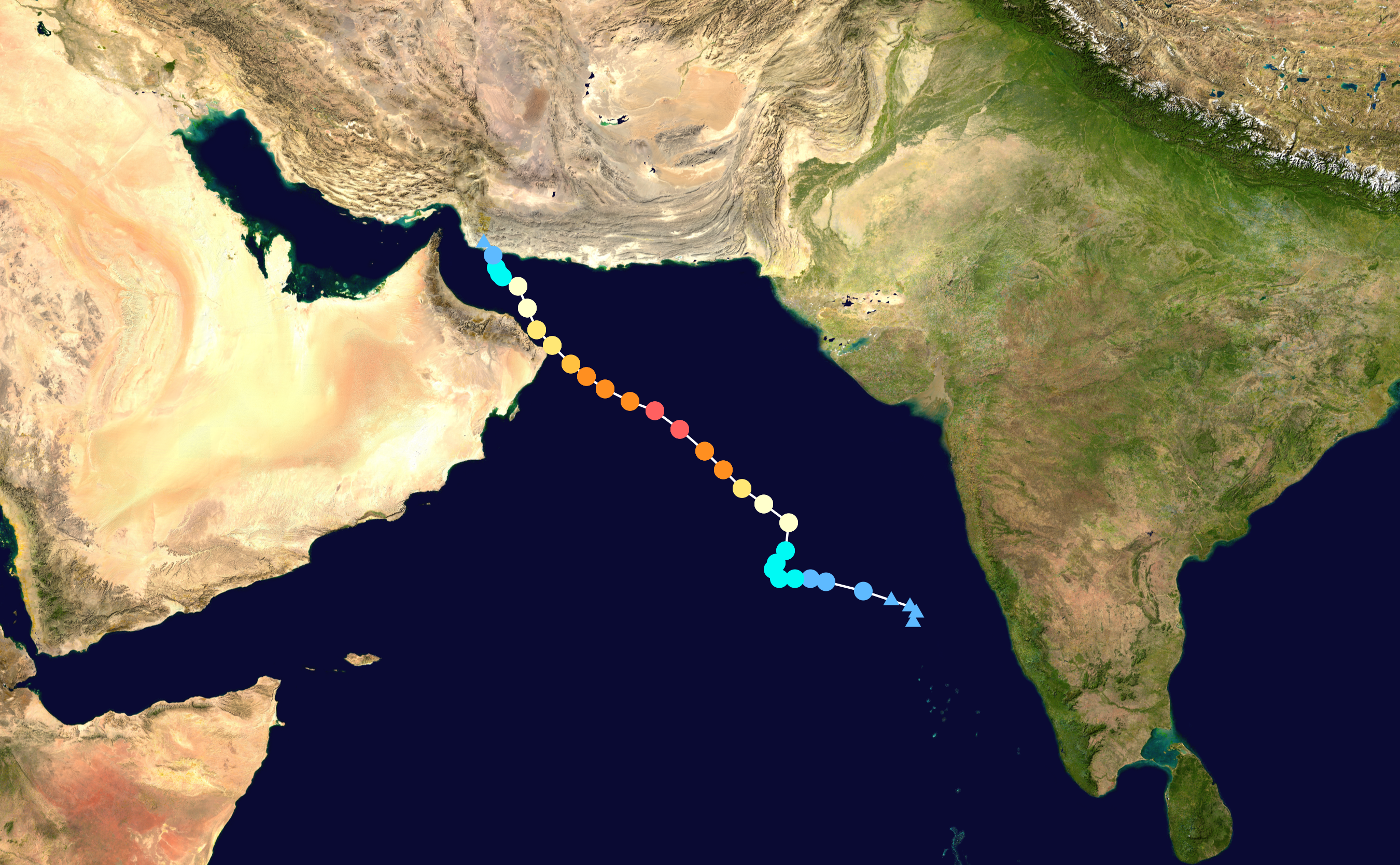
Zugbahn von Zyklon Gonu

Am 27. Mai bestand ein ausgedehntes dauerhaftes Konvektionsgebiet im südöstlichen Arabischen Meer. Bis zum 31. Mai entwickelte sich daraus etwa 645 km südlich von Mumbai, Indien ein Tiefdruckgebiet mit einer zyklischen Luftströmung in mittlerer Höhe und ausreichender Konvektionstätigkeit. Dieser Störung fehlte anfänglich eine oberflächennahe Zirkulation; stattdessen existierte eine starke Divergenz entlang des westlichen Endes eines oberflächennahen Tiefdruck-Troges.
Günstige Bedingungen in der Höhe ermöglichten die Verbesserung der Konvektion und am 1. Juni bildete sich auch an der Oberfläche eine Zirkulation. Spät am 1. Juni entwickelte sich das System so weit, dass es durch das India Meteorological Department (IMD) als Depression eingestuft wurde. Es wanderte westwärts entlang dem südwestlichen Rand eines Frontensystems über dem Süden Indiens. Die Konvektion organisierte sich zunehmend besser und am Morgen des 2. Juni wurde das Tiefdruckgebiet etwa 685 km südwestlich von Mumbai durch das Joint Typhoon Warning Center (JTWC) zum Tropischen Zyklon 02A erklärt.
Schon von Beginn seiner Entwicklung an war das System mit trockener Luft im Nordwesten des Sturmzentrums konfrontiert, weswegen damit gerechnet wurde, dass diese trockene Luft die Intensivierung des Sturmsystems begrenzen würde. Der Sturm verstärkte sich jedoch stetig und wurde durch das IMD am 2. Juni zur Deep depression hochgestuft, und im Tagesverlauf als Zyklonischer Sturm Gonu etwa 760 km südwestlich von Mumbai klassifiziert. Der Name Gonu wurde durch die Malediven vorgeschlagen und ist die Bezeichnung einer aus Palmenblättern hergestellten Tasche in der Dhivehi-Sprache, die auf den Malediven gesprochen wird. Als sich über Pakistan eine subtropische Rinne bildete, drehte Gonu über Nord nach Nordosten, nahm aber dann wieder einen westlicheren Kurs an, nachdem sich im Norden ein Frontensystem gebildet hatte.
Mit seinem kräftigen Konvektionszentrum unterlief der Sturm eine rapide Intensivierung und erreichte in der Frühe des 3. Juni den Status eines schweren zyklonischen Sturmes, und aufgrund der Ausströmung schätzte das JTWC Gonu zu diesem Zeitpunkt von der Stärke her als äquivalent zu einem Hurrikan der Kategorie 1 ein. Die trockenen Luftmassen nördlich des Sturmes hatten auf die Intensivierung des Wirbelsturmes eine geringere Auswirkung als ursprünglich angenommen. Als der Sturm sich unter einen Hochdruckrücken in der Höhe schob, nahm die Ausströmung zu und im Zusammenhang mit der örtlich höher werdenden Wassertemperatur verstärkte sich Gonu schnell und entwickelte in seinem Zentrum ein gut ausgeprägtes Auge.
Spät am 3. Juni wurde Gonu durch das IMD zum sehr schweren zyklonischen Sturm hochgestuft; dieser wurde danach der stärkste je aufgezeichnete Wirbelsturm im Arabischen Meer. Durch die geringe Windscherung und die vorteilhafte Ausströmung in der Höhe verstärkte sich Gonu weiter und erreichte etwa 285 km ost-südöstlich von Masirah vor der Küste Omans einminütigen Windgeschwindigkeiten von 260 km/h und Böen von bis zu 315 km/h und war erst der zweite bekannte Sturm in dieser Stärke im Indischen Ozean überhaupt. Das IMD stufte Gonu am Abend des 4. Juni als Super Cyclonic Storm Gonu ein, als der Wirbelsturm Windgeschwindigkeiten von 240 km/h und einen geschätzten Zentraldruck von 920 mPa erreichte.

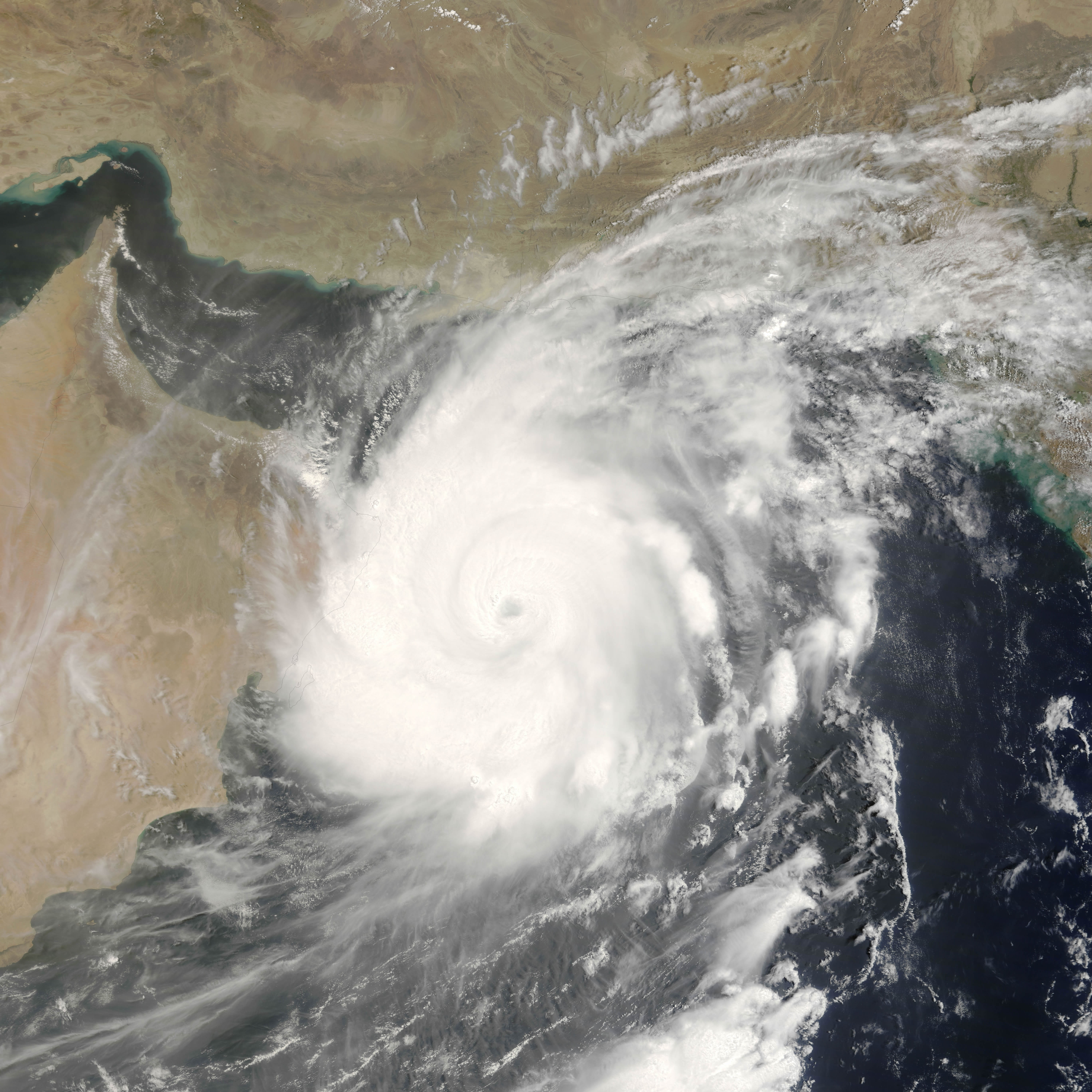
Very Severe Cyclonic Storm Gonu bei der Annäherung an Oman.

Nachdem Gonu seine größte Stärke für etwa neun Stunden aufrechterhielt, nahm das IMD die Einstufung Gonus auf einen sehr schweren zyklonischen Sturm zurück. Das Auge füllte sich mit Wolken und der Sturm verlor an Stärke, als er weiter nordwärts zog, wobei er über kühleres Wasser und durch eine trockenere Luftzone zog. Aufgrund der Einwirkung des Festlandes in Oman schwächte sich der innere Konvektionskern schnell ab und innerhalb von 24 Stunden ging die Windgeschwindigkeit um 95 km/h zurück. Nach den Angaben des IMD streifte Zyklon Gonu die äußerste östliche Spitze Omans; der Sturm ist der stärkste tropische Wirbelsturm, der jemals einen Teil der Arabischen Halbinsel direkt getroffen hat. Obwohl die Winde durch den Einfluss des Landes bereits kontinuierlich abgeschwächt wurden, organisierte sich das System im ganzen in den Stunden vor dem Erreichen des Festlands besser; Gonu behielt eine gut ausgeprägte Struktur in Bodennähe mit einem schwachen Auge. Nachdem der Wirbelsturm in den Golf von Oman gelangte, intensivierte er sich geringfügig. Stärker werdende Scherwinde und die Einbeziehung von trockener Luft über der Arabischen Halbinsel ließen die Konvektion im östlichen Halbkreis des Wirbelsturms schwächer werden.
Am 6. Juni wendete sich der Zyklon stärker nord-nordwestwärts, nachdem ein sich herannähernder Trog eine Schwäche im Frontensystem erzeugt hatte und im Tagesverlauf stufte das JTWC Gonu zu einem tropischen Sturm zurück. Auch das IMD stufte Gonu zurück; Gonu wurde nun durch die indischen Behörden als schwerer tropischer Zyklon bewertet und in der Frühe des 7. Juni nur noch als tropischer Zyklon. Gonu kreuzte die Küstenlinie Makrans im Iran sechs Stunden später, und das IMD gab keine weiteren Warnungen zu Gonu mehr aus.

## Vorbereitungen
Im Oman gab der Leiter der nationalen Behörde für den Zivilschutz bekannt, dass Streitkräfte und Polizei für den Zeitraum nach Durchzug des Wirbelsturmes in Bereitschaft versetzt wurden. Durch Gonu wurden insbesondere im Nordosten deutliche Schäden erwartet, die durch starke Regenfälle und Winde verursacht wurden. Die Behörden forderten zum Verlassen gefährdeter Gebiete auf und wegen der Sturmflutgefahr und des starken Windes wurde die Evakuierung von etwa 7000 Personen auf Masirah angeordnet. Der Notstand wurde für das Staatsgebiet erklärt. Der nationale Wetterdienst Omans wies darauf hin, dass der Sturm schlimmer Auswirkungen haben würde, als der zerstörerische Zyklon, der Masirah 1977 getroffen hatte. Der Betrieb des Erdölterminals in Mina al-Fahal wurde für drei Tage heruntergefahren. Die Regierungseinrichtungen stellten ihre Tätigkeit für zwei Tage ein und für die Dauer von fünf Tagen wurden landesweit arbeitsfreie Tage erklärt. Die meisten Betriebe entlang der Küste waren jedoch schon vor dieser Ankündigung geschlossen. Die Flüge zum Flughafen Maskat nach 20:00 Uhr UTC am 5. Juni wurden wegen des Zyklons gestrichen.
In Saudi-Arabien und den Vereinigten Arabischen Emiraten wurden keine offizielle Sturmwarnungen ausgegeben und zyklonbedingte Ausfälle bei der Ölförderung wurden in diesen beiden Staaten nicht erwartet. Die Preise für Rohöl stiegen infolge des aufkommenden Sturmes zwar an, diese Erhöhung war aber im Vergleich zu den Preissteigerungen später im Jahr unerheblich. Tom Kloza, der Chefanalyst des Brancheninformationsdienstes Oil Price Information Service erklärte hierzu, Gonu sei für die Preiserhöhung (…) eine Entschuldigung, im Gegensatz zu einer Begründung.
In Pakistan empfahlen die Behörden den Fischern, nicht weiter als 50 km auf das Meer hinauszufahren, weil weiter draußen durch den Sturm starker Wellengang erwartet wurde.
Die Wetterbeobachtungsbehörden im Iran warnten die Küstenbereiche im Südosten des Staates vor dem Zyklon; es wurde dabei mit starken bis schweren Niederschläge und böigen Winden gerechnet. Vor dem Eintreffen des Wirbelsturms wurden in den Küstengebieten 40.000 Menschen mindestens einen Kilometer weit ins Landesinnere verbracht. Für zwei Tage wurden alle Flüge von und nach dem Flughafen Konarak gestrichen. Die Krankenhäuser in der Provinz Sistan und Belutschistan wurden in die höchste Bereitschaftsstufe versetzt. Durch die iranische Sektion der Internationale Rotkreuz- und Rothalbmond-Bewegung wurden schon vorab Hilfslieferungen in die Region geschickt.

## Auswirkungen

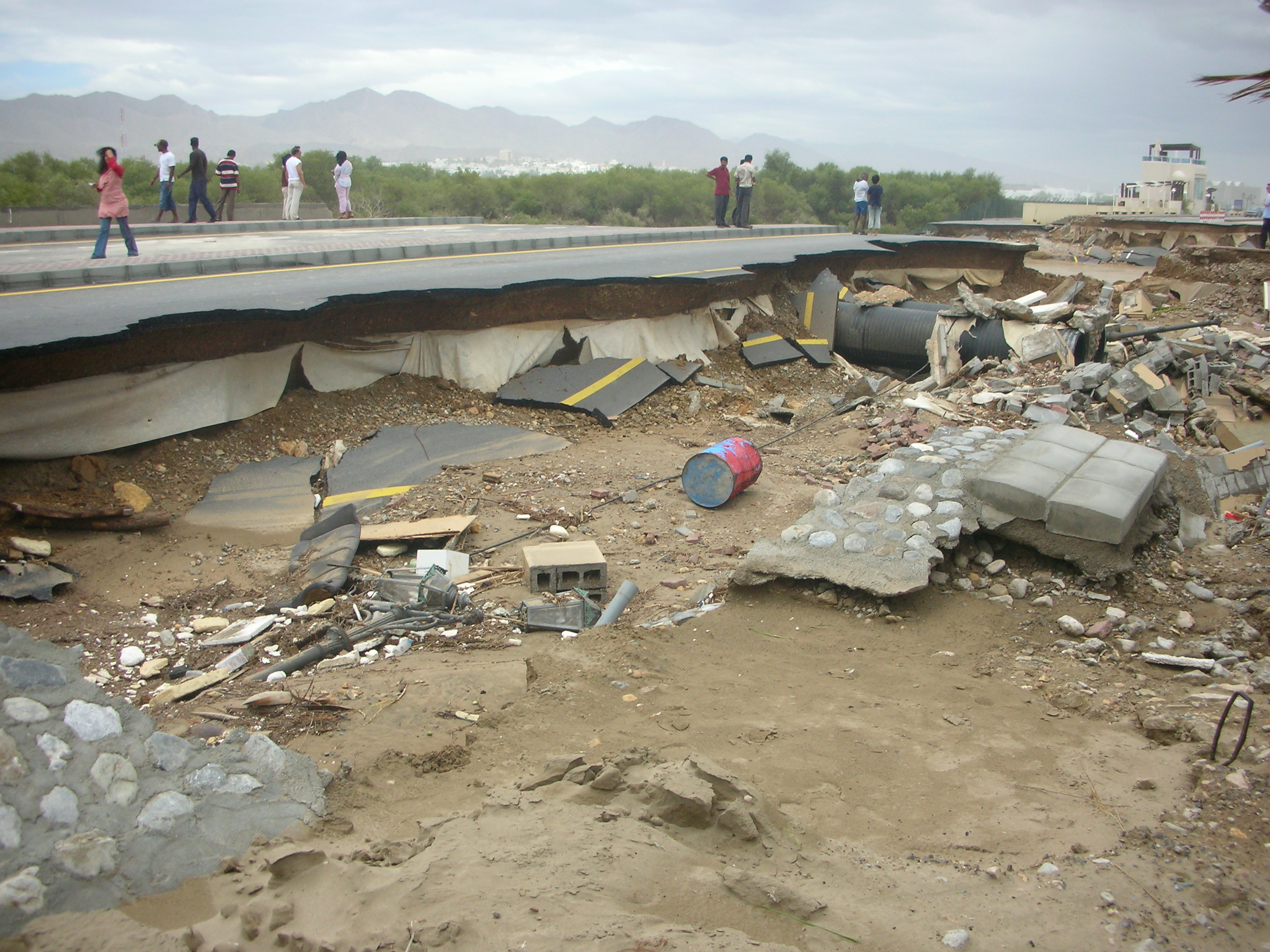
Schäden durch Gonu in Maskat

Der Zyklon verzögerte die Ankunft der Südwestmonsoons in den Westghats Indiens.
Etwa sieben Stunden, bevor der Zyklon in der Nähe der nordöstlichen Küste Omans vorbeizog, begannen sich die Auswirkungen des Wirbelsturmes bemerkbar zu machen, mit rauen Winden und heftigen Niederschlägen, die im Einzelfall innerhalb von 24 Stunden 610 mm erreichten. Gonu verursachte an einem Großteil der Küste hohen Wellengang, wodurch zahlreiche ufernahe Straßen überflutet wurden. Der Wind brachte im Osten des Oman die Stromversorgung und Telefonverbindungen zum Erliegen, wovon tausende von Einwohnern betroffen waren. An der Küste verursachte der Sturm starke Schäden, insbesondere in Sur und Ras al-Hadd, dem äußersten östlichen Punkt des omanischen Festlandes. Im Maskat erreichte der Sturm Windgeschwindigkeiten von 100 km/h und verursachte Stromausfälle. Durch den Wellengang und die starken Niederschläge wurden Straßen und einige Gebäude überflutet. Auf den Ölfeldern des Landes verursachte der Sturm nur geringe Schäden. Das Terminal für den Umschlag von Flüssigerdgas in Sur, wo jährlich 10 Millionen Tonnen dieses Rohstoffes umgeschlagen werden, konnte durch die Auswirkungen des Sturmes vorübergehend nicht arbeiten. Den Berichten der Oman News Agency nach tötete Zyklon Gonu mindestens 49 Omaner, wobei vier Tage nach dem Sturm noch mehr als zwei Dutzend Personen vermisst wurden. Der Sachschaden in Oman wurde auf etwa 4 Milliarden US-Dollar (in Preisen des Jahres 2007) geschätzt, was die höchste durch ein Naturereignis verursachte Schadenssumme im Oman ist.

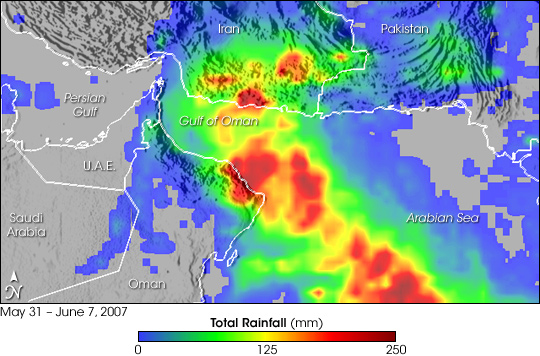
Karte der Niederschlagsmengen um den Golf von Oman zwischen dem 31. Mai und dem 7. Juni 2007. Die rot markierten Gebiete verzeichneten Niederschläge von mindestens 200 mm.

Heftige Wellen drückten enorme Wassermassen an die niedrigen Küstenabschnitte in Fudschaira in den Vereinigten Arabischen Emiraten, sodass Straßen wegen Überflutung gesperrt werden mussten, etwa die Verbindung zwischen Kalba und Fudschaira. Die Wellen erreichten den Berichten nach an der Küste eine Höhe von 10 m, wodurch mehrere Fischerboote zerstört wurden. Etwa 300 Boote wurden nutzlos, weil die Wellen sie auf das Land warfen oder sich darauf befindliche Ausrüstungsgegenstände verloren gingen. Der Hafen von Fudschaira wurde schwer in Mitleidenschaft gezogen. Ein Schiff ist vor dem Hafen gesunken und es gab keine Informationen über den Verbleib der zehn Personen an Bord.
Im Iran lud Gonu heftige bis schwere Niederschläge ab. In Tschabahar fielen 74 mm Regen. Der Wind erreichte 111 km/h und verursachte Schäden an Stromleitungen und aus Lehn erbauten Häusern; herunterhängende Stromleitungen verursachten Brände. Der Regen führte zu Sturzfluten mit vollgelaufenen Häusern und überschwemmten Straßen. An manchen Stellen erreichte die Flut einen Stand, der etwa zwei Meter über dem Normalwert lag, wodurch an der Küste liegende Häuser beschädigt wurden. Im Kreis Neekschahr verursachten die von Gonu hervorgerufenen Fluten einen Dammbruch. Landesweit ist der Zyklon für 23 Todesfälle verantwortlich, wovon 20 auf die Todesart Ertrinken entfielen. Die Sachschäden im Iran belaufen sich auf etwa zwei Milliarden Iranische Rial.

## Folgen
Der internationale Flughafen in der omanischen Hauptstadt Maskat wurde nach einer dreitägigen Schließung wieder geöffnet. Der Hafen von Fudschaira in den Vereinigten Arabischen Emiraten nahm seinen Betrieb bereits am 7. Juni wieder auf. In Oman war die Versorgung mit Trinkwasser beeinträchtigt, weil der Betrieb der beiden Meerwasserentsalzungsanlagen durch den Sturm unterbrochen wurde. Während die eine Anlage in Ghubrah durch einen Ausfall der Versorgung mit Erdgas die Produktion einstellen musste, war die andere in Barka aufgrund der durch den Sturm verursachten Überflutung außer Betrieb. Die beiden Anlagen stellen normalerweise die Trinkwasserversorgung für die etwa 630.000 Einwohner Maskats und der umliegenden Gebiete sicher. Der Produktionsausfall führte im Osten Omans zu weitreichender Knappheit an Trinkwasser. Die zum Ausfall führenden Probleme wurden innerhalb von fünf Tagen behoben. Im selben Zeitraum wurde auch die Stromversorgung in Maskat und den Küstenprovinzen weitgehend wiederhergestellt. Der Zyklon verursachte an den Öleinrichtungen nur geringe Sachschäden. Der Produktionsausfall in der Rohölindustrie belief sich auf geschätzte $200 Millionen US-Dollar (2007 USD).
Nach dem Durchzug des Wirbelsturms haben die iranische Sektion der Roten Halbmondes und das iranische Militär in der betroffenen Region mehr als zehntausend Decken, 1300 Zelte, Kleidung, Nahrungsmittel und Trinkwasser zur Verfügung gestellt.